# Mount Kyle
Mount Kyle är ett berg i Antarktis. Det ligger i Östantarktis. Nya Zeeland gör anspråk på området. Toppen på Mount Kyle är 2 900 meter över havet, eller 647 meter över den omgivande terrängen. Bredden vid basen är 5,6 km.
Terrängen runt Mount Kyle är kuperad åt nordost, men åt sydväst är den bergig. Trakten är obefolkad. Det finns inga samhällen i närheten.